# Ekensberg, Enköpings kommun
För andra betydelser, se Ekensberg.
Ekensberg är en bebyggelse strax söder om E18 väster om Enköping i Enköpings kommun och med en del i Västerås kommun.  Bebyggelsen klassades 2020 som en småort.
Ekensberg är en grupp avstyckade fastigheter i anslutning till Nykvarn, på byn Brobys ägor.